# NGC 6409
NGC 6409 (również PGC 60565) – galaktyka spiralna (Sbc), znajdująca się w gwiazdozbiorze Smoka. Odkrył ją Lewis A. Swift 18 czerwca 1885 roku.